# Mattexey
Mattexey ist eine französische Gemeinde mit 64 Einwohnern (Stand 1. Januar 2022) im Département Meurthe-et-Moselle in der Region Grand Est. Sie gehört zum Arrondissement Lunéville und zum Kanton Lunéville-2.
Nachbargemeinden sind Seranville im Norden, Vallois im Nordosten, Magnières im Osten, Deinvillers im Südosten, Clézentaine im Süden, Giriviller im Südwesten sowie Remenoville und Gerbéviller im Nordwesten.

## Bevölkerungsentwicklung
| Jahr      | 1962 | 1968 | 1975 | 1982 | 1990 | 1999 | 2008 | 2019 |
| --------- | ---- | ---- | ---- | ---- | ---- | ---- | ---- | ---- |
| Einwohner | 59   | 70   | 49   | 44   | 52   | 65   | 70   | 67   |

## Sehenswürdigkeiten
- Kirche Saint-Martin, erbaut im 18. Jahrhundert, mit einem Turm aus dem 15. Jahrhundert

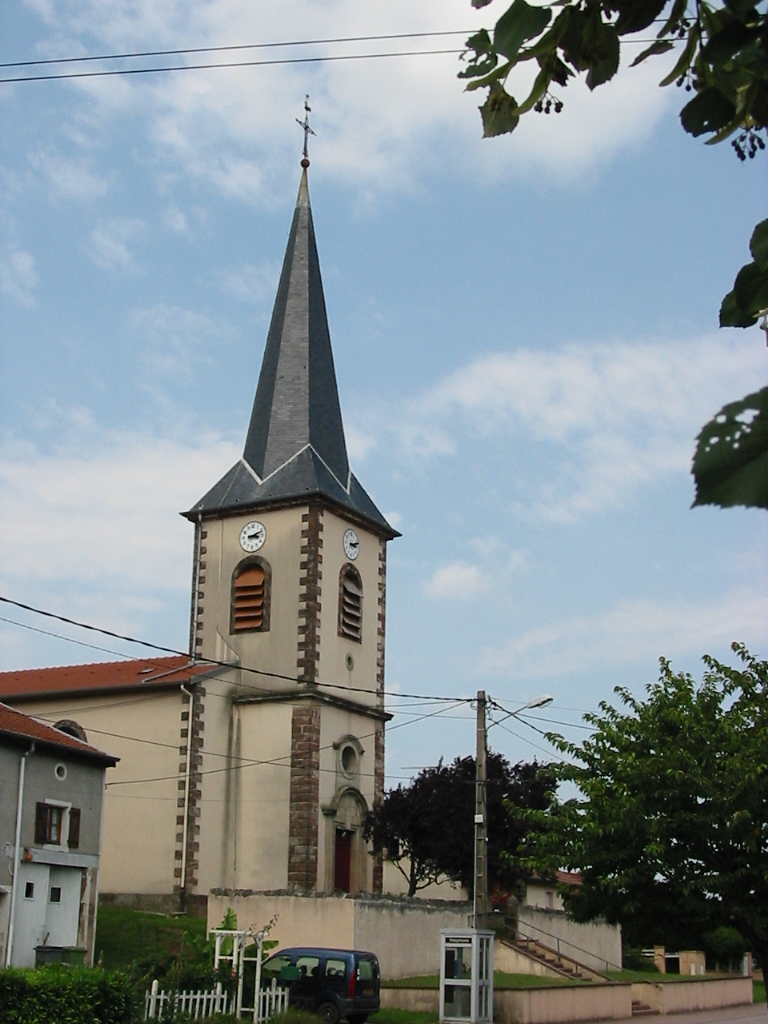
Kirche Saint-Martin